# Liste von Söhnen und Töchtern der Stadt Siena
Die folgende Liste enthält in Siena geborene Persönlichkeiten mit einem Artikel in der deutschsprachigen Wikipedia, unabhängig von ihrem späteren Wirkungskreis.
Die Liste erhebt keinen Anspruch auf Vollständigkeit.

## A
- Agnolo di Ventura (ca. 1290–1349), Architekt und Bildhauer
- Agostino Agazzari (1578–1640), Komponist und Musiktheoretiker
- Agostino di Giovanni (ca. 1285–1347), Architekt und Bildhauer
- Alexander III. (Rolando Bandinelli) (1100/1105–1181), Papst von 1159 bis 1181
- Andrea di Niccolò (um 1440–nach 1514), Maler
- Cecco Angiolieri (etwa 1260–1312), Dichter des Hochmittelalters
- Thomas Antonii von Siena (1350–1434), Ordensgeistlicher
- Francesco Arca (* 1979), Schauspieler
- Alberto Aringhieri (1447–unbekannt), Politiker und Diplomat

## B
- Pietro Balestra (ca. 1672–1729), Bildhauer
- Rolando Bandinelli (siehe Alexander III.)
- Volumnio Bandinelli (1598–1667), Kardinal und Patriarch
- Sallustio Bandini (1677–1760), Erzpriester, Politiker und Wirtschaftswissenschaftler
- Francesco Bandini Piccolomini (1500–1588), Erzbischof
- Mario Bandini Piccolomini (um 1500–1558), Politiker
- Girolamo Bargagli (1537–1586), Dichter und Jurist
- Andrea di Bartolo (etwa 1360–1428), Maler
- Taddeo di Bartolo (etwa 1362–1422), Maler
- Ettore Bastianini (1922–1967), Bariton
- Giovanni Becatti (1912–1973), Archäologe
- Domenico Beccafumi (1486–1551), Maler
- Serafino Belli (1772–1831), Mathematiker und Architekt.
- Caterina Benincasa (siehe: Katharina von Siena)
- Girolamo di Benvenuto (1470–1524), Maler
- Ranuccio Bianchi Bandinelli (1900–1975), Archäologe
- Alessandro Bichi (1596–1657), Kardinal
- Antonio Bichi (1614–1691), Kardinal
- Carlo Bichi (1639–1718), Kardinal
- Metello Bichi (1541–1619), Kardinal
- Vincenzo Bichi (1668–1750), Kardinal
- Luigi Bielli (* 1964), Radrennfahrer
- Riccardo Billi (1906–1982), Schauspieler
- Vannoccio Biringuccio (1480–1537), Ingenieur, Architekt, Büchsenmacher und angewandter Chemiker
- Silvia Bolognesi (* 1974), Jazz- und Improvisationsmusikerin
- Luigi Bonelli (1894–1954), Drehbuchautor
- Rosanna Bonelli (* 1934), Reiterin
- Pietro Maria Borghese (1599–1642), Kardinal
- Diomede Borghesi (1540–1598), italienischer Dichter und Romanist
- Cesare Brandi (1906–1988), Kunsthistoriker, Kunstkritiker und Spezialist für die Theorie der Restaurierung
- Bartolomeo Bulgarini (1300/1310–1378), Maler der sienesischen Schule
- Duccio di Buoninsegna (1255–1319), Maler
- Deifebo Burbarini (1619–1680), Maler

## C
- Tino di Camaino (um 1286–1337), Bildhauer und Architekt
- Giovanni Campani (1820–1891), Pharmakologe
- Girolamo Maria Casalini (1915–1982), römisch-katholischer Ordensgeistlicher und Bischof von Manzini
- Antonio Casini (um 1378–1439), Kardinal
- Giovanni Caselli (1815–1891), Physiker
- Ilario Casolani (1588–1661), Maler
- Catherine de Valois-Courtenay (1301–1346), Titularkaiserin von Konstantinopel und Regentin des Fürstentums Achaia
- Ambrosius Catharinus (um 1484–1553), Theologe, Autor, Dominikanermönch, Hochschullehrer, Erzbischof
- Naddo Ceccarelli (um 1320), Maler
- Agostino Chigi (1466–1520), Bankier
- Fabio Chigi (Papst Alexander VII.) (1599–1667), Papst von 1655 bis 1667
- Flavio Chigi (1631–1693), Kardinal
- Giovanni Cini (um 1490/1495–1565), Architekt, Bildhauer und Steinmetz
- Bernardo Corradi (* 1976), Fußballspieler
- Giacomo Cozzarelli (1453–1515), Bildhauer und Maler
- Guidoccio Cozzarelli (1450–1517), Maler

## D
- Girolamo del Pacchia (1477–1533), Maler
- Giovanni Dupré (1817–1882), Bildhauer und Medailleur

## F
- Giuseppe Fabbrini (vor 1660–1708), Komponist
- Renzo Falaschi (1916–2004), Diplomat
- Antonio Federighi (um 1420–1483), Architekt und Bildhauer
- Memmo di Filipuccio, Maler im 13. Jahrhundert
- Sebastiano Folli (um 1569–1621), Maler
- Laudomia Forteguerri (1515–1555), Dichterin
- Bartolo di Fredi (um 1330–1409), Maler
- Bernardino Fungai (1460–1516), Maler

## G
- Pirro Maria Gabrielli (1643–1705), Mediziner
- Cecilia Gallerani  (1473–1536), Mätresse von Ludovico Sforza
- Crescenzio Gambarelli (16. und 17. Jahrhundert), Maler
- Francesco di Giorgio (1439–1501), Maler, Bildhauer, Ingenieur und Architekt
- Benvenuto di Giovanni (1436–1518), Maler
- Giovanni Battista Gori Pannilini (1604–1662), Bischof von Grosseto

## K
- Katharina von Siena (1347–1380), Mystikerin, Kirchenlehrerin und Heilige

## L
- Bruno Lavagnini (1898–1992), Altphilologe, Byzantinist und Neogräzist
- Alessandro Lisini (1851–1945), Historiker, Politiker, Numismatiker und Archivar
- Ambrogio Lorenzetti (etwa 1290–1348), Maler
- Pietro Lorenzetti (etwa 1300–1348), Maler
- Luca di Tommè (etwa 1330–1389), Maler

## M
- Cesare Maccari (1840–1919), Bildhauer und Maler
- Stephan von Maconi (1347–1424), Kartäuser
- Giulio Mancini (1559–1630), Arzt, Kunsttheoretiker und Biograph
- Domenico Manetti (1609–1663), Maler
- Rutilio Manetti (1571–1639), Maler
- Lorenzo di Mariano (1476–1534), Bildhauer
- Simone Martini (1284–1344), Maler
- Pietro Andrea Mattioli (1501–1578), Arzt und Botaniker
- Bernardino Mei (1612–1676), Maler
- Fillide Melandroni (1581–1618), Courtisane und Model des Malers Caravaggio.
- Lippo Memmi (13. und 14. Jahrhundert), Maler
- Fabio Mignanelli (1496–1557), Kardinal
- Gaetano Milanesi (1813–1895), Kunsthistoriker
- Jacopo di Mino del Pellicciaio (14. Jahrhundert), Maler
- Quirina Mocenni Magiotti (1781–1847), Adlige
- Lorenzo Monaco (etwa 1370–1425), Maler

## N
- Alessandro Nannini (* 1959), Unternehmer und ehemaliger Autorennfahrer
- Gianna Nannini (* 1954), Liedermacherin
- Raffaello Nasini (1854–1931), Chemiker
- Neroccio di Bartholomeo di Benedetto de’ Landi (Il Neroccio, 1447–1500), Maler
- Bartolomeo Neroni (Il Riccio, 1505–1571), Architekt, Bildhauer, Buchmaler und Maler
- Giacomo Filippo Nini (1629–1680), Kardinal

## O
- Bernardino Ochino (1487–1564), reformatorischer Theologe
- Pietro di Francesco Orioli (1458–1496), Maler
- Antonio Ormanni (1457–1519), Kunstschmied

## P
- Giacomo Pacchiarotti (1474–1540), Maler
- Scipione Pannocchieschi d’Elci (1598–1670), Kardinal und Erzbischof
- Giovanni di Paolo (1403–1482), Maler
- Giuseppe Partini (1842–1895), Architekt
- Costantino Patrizi Naro (1798–1876), Kurienkardinal
- Agostino Patrizi Piccolomini (1435–1495), Bischof
- Baldassare Peruzzi (1481–1536), Architekt und Maler
- Giovanni Sallustio Peruzzi (1511/12–1572), Architekt und Maler
- Astolfo Petrazzi (1583–1665), Maler
- Alfonso Petrucci (1491–1517), Kardinal
- Borghese Petrucci (1490–1526), Politiker
- Raffaele Petrucci (1472–1522), Kardinal
- Alessandro Piccolomini (1508–1578), Astronom, Dichter und Philosoph
- Celio Piccolomini (1609–1681), Kardinal
- Enea Silvio Piccolomini, (1709–1768), Kardinal
- Francesco Piccolomini (1523–1607), Philosoph
- Francesco Piccolomini (1582–1651), Jesuit
- Giacomo Piccolomini (1795–1861), Kardinal
- Giovanni Piccolomini (1475–1537), Kardinal
- Giovanni Battista Piccolomini (um 1575–1637), Bischof
- Lorenzo di Pietro (1410–1480), Maler (siehe il Vecchietta)
- Sano di Pietro (1406–1481), Maler
- Marco Pino (um 1525–1587), Maler
- Adriano Politi (1542–1625), Übersetzer, Lexikograf und Italianist.
- Paolo Posi (1708–1776), Architekt

## R
- Francesco Rustici (1592–1625), Maler
- Lorenzo Rustici (1521–1572), Maler
- Vincenzo Rustici (1556–1632), Maler

## S
- Alessandro Safina (* 1963), Opernsänger
- Arcangelo Salimbeni (1536–1579), Maler
- Simondio Salimbeni (1597–1643), Maler
- Ventura Salimbeni (1568–1613), Maler
- Tito Sarrocchi (1824–1900), Bildhauer
- Stefano di Giovanni Sassetta (Il Sassetta, um 1400–1450), Maler
- Senesino (1686–1758), Kastrat und erfolgreicher Opernsänger in London
- Lodovico Sergardi (1660–1726), Kurienbeamter, Satiriker und Schriftsteller.
- Fausto Sozzini (1539–1604), unitarischer Theologe
- Lelio Sozzini (1525–1562), unitarischer Theologe, Begründer des Sozinianismus
- Ivano Staccioli (1927–1995), Schauspieler
- Giovanni di Stefano (1444–ca. 1506), Bildhauer

## T
- Taccola (1381–1453), Ingenieur, Künstler und Erfinder
- Anna Maria Taigi (1769–1837), seliggesprochene Mystikerin
- Enzo Tiezzi (1938–2010), italienischer Chemiker
- Francesco Todeschini Piccolomini (Papst Pius III.) (1439–1503), Papst im Jahre 1503
- Bernardo Tolomei (1272–1348), Heiliger und Begründer der Gemeinschaft der Olivetaner
- Giovanni Raimondo Torlonia (1754–1829), Bankier
- Niccolò Tornioli (nach 1598–1651), Maler
- Federigo Tozzi (1883–1920), Schriftsteller

## U
- Ugolino di Nerio (ca. 1280–1349), Maler

## V
- Andrea Vanni (um 1330–1413), Maler
- Francesco Vanni (1563–1610), Maler
- Lippo Vanni (1315–1375), Maler
- Raffaello Vanni (1587–1673), Maler
- Vecchietta (eigentlich Lorenzo di Pietro) (1410–1480), Maler
- Piero Vivarelli (1927–2010), Filmregisseur
- Roberto Vivarelli (1929–2014), Historiker
- Alice Volpi (* 1992), Florettfechterin

## Z
- Margherita Zalaffi (* 1966), Fechterin
- Alessandro Zondadari (1669–1745), Erzbischof von Siena
- Antonio Felice Zondadari (1665–1737), Kardinal
- Antonio Felice Zondadari (1740–1823), Kardinal
- Marc’Antonio Zondadari (1658–1722), Großmeister des Malteserordens